# Maledizione del Colonnello

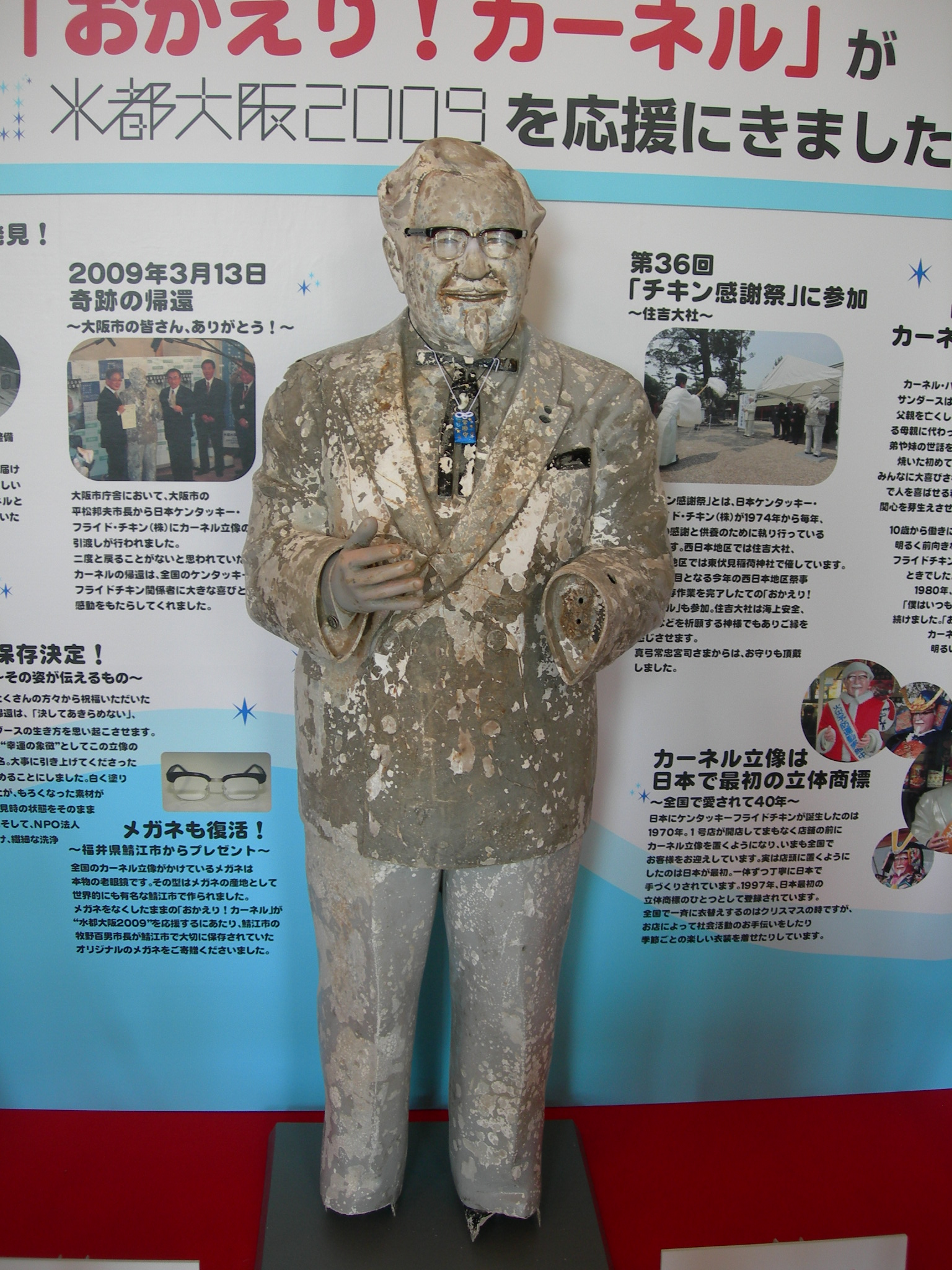
La statua del Colonnello Sanders dopo il ritrovamento.

La maledizione del Colonnello (カーネルサンダースの呪い?, Kāneru Sandāsu no noroi) è una leggenda metropolitana giapponese che si pensa sia la causa dello scarso rendimento della squadra di baseball della regione di Kansai, Hanshin Tigers, a causa di una maledizione lanciata dal fondatore e mascotte della Kentucky Fried Chicken, il Colonnello Harland Sanders (morto il 16 dicembre 1980).
Il motivo della maledizione sarebbe la rabbia riversata dal Colonnello sulla squadra di baseball a causa del trattamento subito da una delle famose statue poste di fronte ai suoi fast food da parte dei tifosi.
Gli Hanshin Tigers hanno sede nella regione del Kansai, la seconda più grande area metropolitana del Giappone. Essi sono una delle formazioni più blasonate della Nippon Professional Baseball, rivali degli Yomiuri Giants di Tokyo, che vengono considerati la squadra regina del baseball giapponese, ma i Tigers si possono vantare di avere una tifoseria tra le più fedeli.
Fatto comune nelle maledizioni nello sport, la maledizione del Colonnello viene utilizzata per spiegare l'astinenza da vittorie del titolo nelle Japan Series che ha afflitto gli Hanshin Tigers dal 1985, data del loro primo e unico titolo, ad oggi. La maledizione, si dice, iniziò quando i tifosi, ebbri di entusiasmo per la conquista del campionato, gettarono la statua del Colonnello Sanders nel canale Dōtonbori.
Da allora la squadra non ha più vinto il campionato, e alcuni tifosi sono convinti che la squadra non potrà più farlo finché la statua non sarà stata interamente recuperata. Una maledizione simile esiste anche negli Stati Uniti, la cosiddetta maledizione del Bambino, che vide i Boston Red Sox interromperla solo nel 2004. La maledizione del Colonnello fu utilizzata anche come minaccia per coloro che avessero intenzione di divulgare la ricetta segreta delle undici erbe e spezie che compongono il gusto unico del pollo del KFC.

## Storia

### Japan Series '85

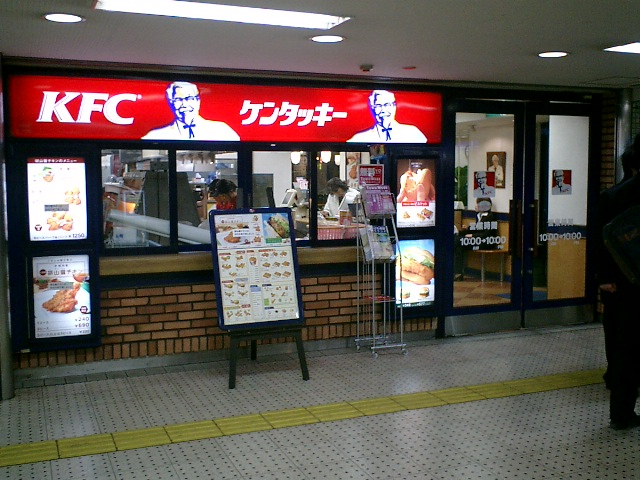
Un KFC di Ōsaka.

Nel 1985, a sorpresa, gli Hanshin Tigers batterono i Seibu Lions e conquistarono la loro prima e unica vittoria nelle Japan Series, in gran parte per merito della stella statunitense della squadra Randy Bass.
I tifosi, pazzi di gioia, organizzarono una festa sfrenata al Ponte Ebisubashi, nella via Dōtonbori a Ōsaka. La folla dei sostenitori gridò ad uno ad uno i nomi dei giocatori e, a ogni nome, un tifoso simile d'aspetto a un membro della squadra vittoriosa si tuffò dal ponte nel canale. Tuttavia, in mancanza di qualcuno che assomigliasse all'MVP Randy Bass, la folla sequestrò una statua di plastica del Colonnello Sanders (che come Bass aveva la barba e non era giapponese) da un vicino KFC e la gettò giù dal ponte.
Secondo la leggenda metropolitana, questo gesto costò molto caro alla squadra, dando inizio alla maledizione del Colonnello, in cui si afferma che i Tigers non avrebbero più vinto il campionato finché la statua non fosse stata riportata a galla. Proprio per questo motivo vennero messi in atto numerosi tentativi di recuperarla, che però si rivelarono infruttuosi sino al marzo del 2009, quando ne fu recuperata una gran parte.

### 18 anni di sconfitte
Dopo il successo del 1985, gli Hanshin Tigers iniziarono una striscia di risultati negativi lunga 18 anni, solo nel 1992 e nel 1999 andarono nuovamente vicini alla vittoria. Durante quel periodo si tentò di recuperare la statua, utilizzando sommozzatori e dragando il fiume, tentativi che si rivelarono inutili. I tifosi si scusarono con il proprietario del fast food, ma la statua rimase nel canale e la squadra dei Tigers maledetta.

### Coppa del Mondo 2002
Anche se il tuffarsi nel canale Dōtonbori è associato ai festeggiamenti per il titolo degli Hanshin Tigers, nel 2002, in occasione della vittoria del Giappone ai danni della Tunisia nel campionato mondiale di calcio, circa 500 tifosi si tuffarono nel canale per festeggiare l'impresa, nonostante il massiccio intervento della polizia locale.
Inoltre, una statua del Colonnello Sanders fu rubata dalla vetrina di un KFC di Kōbe, e le sue mani furono tagliate, presumibilmente per imitare la legge Shari'a.

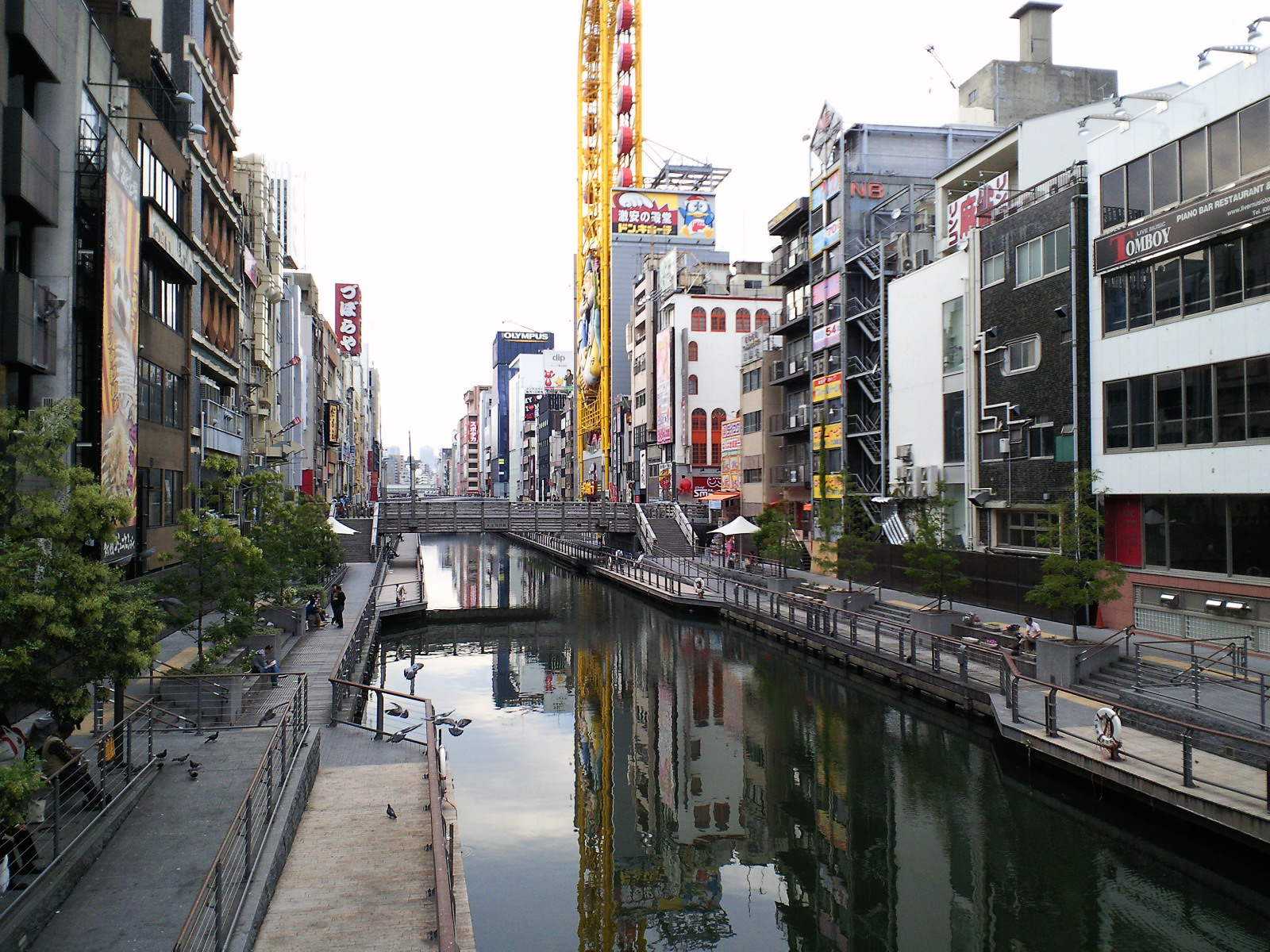
Il canale Dōtonbori.

### Central League 2003
Nel 2003, i Tigers ebbero una stagione inaspettatamente positiva. I loro principali rivali, gli Yomiuri Giants, rimasero orfani della loro stella Hideki Matsui, mentre i Tigers ingaggiarono il lanciatore Hideki Irabu dai Texas Rangers. I Tigers vinsero la Central League riuscendo a qualificarsi per le Japan Series, cosicché i media ipotizzarono che la maledizione del Colonnello fosse finita. I Tigers tuttavia, persero le Japan Series, battuti dai Daiei Hawks di Fukuoka e ciò fece pensare che probabilmente la maledizione fosse ancora intatta.
I tifosi per la vittoria nella Central League, ripeterono il tuffo celebrativo nel canale Dōtonbori, ma questa volta in numero molto più consistente, oltre 5 300 supporter.
Molti punti vendita della KFC a Kōbe e Ōsaka spostarono le statue del Colonnello Sanders all'interno dei loro negozi, per proteggerle dai tifosi dei Tigers. La statua in sostituzione di quella finita nel canale Dōtonbori fu fissata al suolo per evitare il ripetersi dell'incidente.

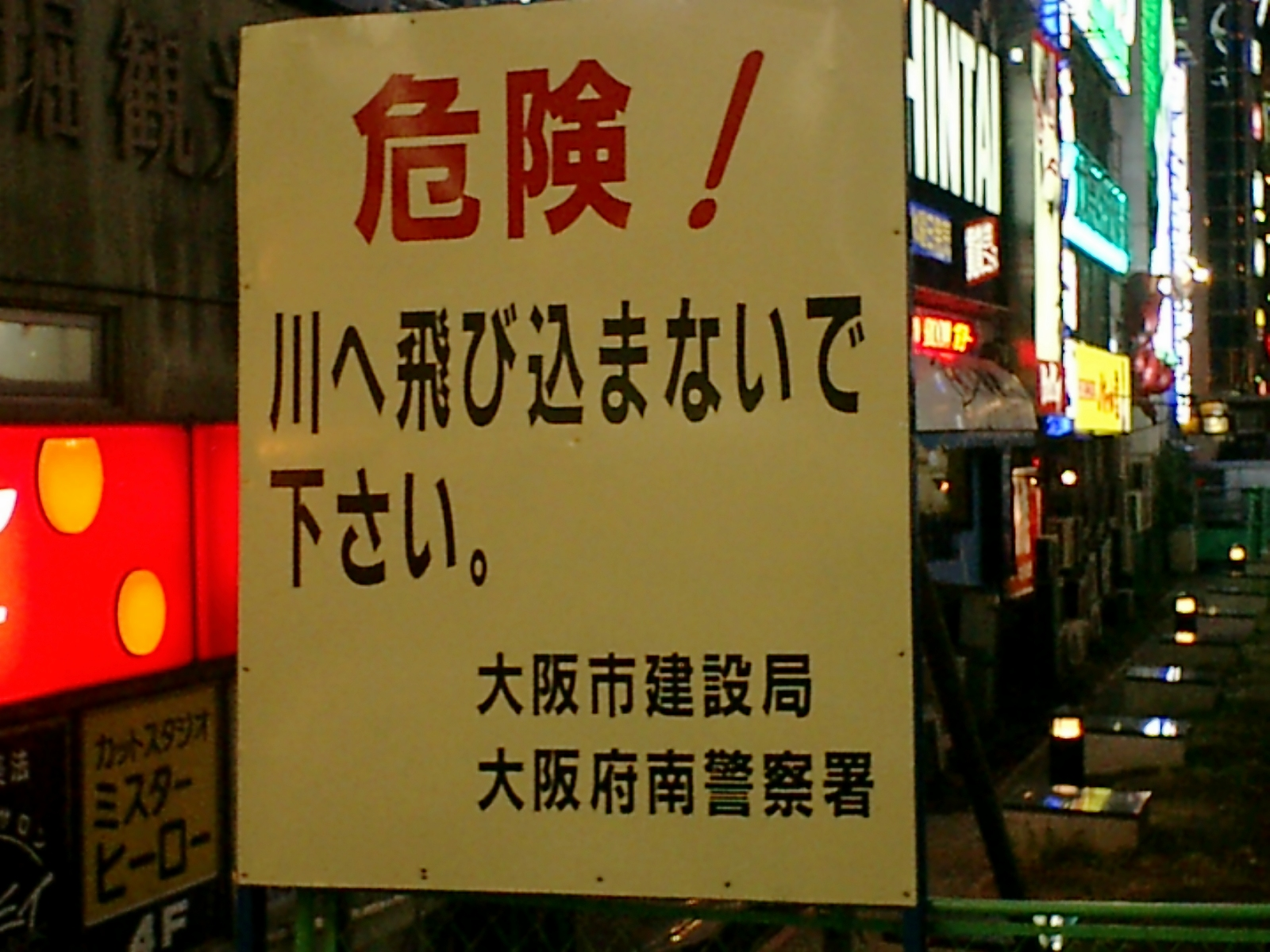
Cartello sull'Ebisubashi che invita a non tuffarsi nel canale.

#### Tragedia nel canale
I festeggiamenti del 2003 costarono la vita al ventiquattrenne tifoso degli Hanshin Tigers Masaya Shitababa, che cadde e annegò nel canale presumibilmente spinto in maniera accidentale dagli altri festaioli. Per evitare futuri incidenti, il consiglio della città di Ōsaka ordinò la costruzione di un nuovo ponte Ebisubashi, in modo da rendere più difficoltoso ai supporter il tuffo celebrativo nel canale se la maledizione del colonnello dovesse essere infranta e se i Tigers dovessero vincere di nuovo.

## Il ritrovamento dopo 24 anni
La statua del Colonnello è stata finalmente ritrovata nel canale Dōtonbori il 10 marzo 2009. Scambiata inizialmente dai sommozzatori per una grossa botte, o addirittura per un cadavere, è stata immediatamente riconosciuta dai tifosi dei Tigers come la parte superiore del corpo del Colonnello. La mano destra e la parte inferiore sono stati ritrovati alcuni giorni dopo, ma la statua è ancora priva dei suoi occhiali e della mano sinistra.